# Kurja
Kurja (oroszul: Курья) vidéki település az oroszországi Altaji határterület Kurjai járásának közigazgatási központja. Népessége 3835 fő (2010).
Mihail Kalasnyikov szülőfaluja. 2013 novemberében múzeumot nyitottak a tiszteletére a helységben, abban az évszázados iskolaépületben, ahol Kalasnyikov tanult. Kalasnyikov, aki a nyitás idején töltötte be a 94. életévét, rossz egészségi állapota miatt nem tudott részt venni a megnyitón. Kalasnyikov számos személyes tárgyat ajándékozott a múzeumnak, köztük a Harvard Egyetem tiszteletbeli professzori talárját, valamint Hugo Chávez néhai venezuelai elnök levelét, aki 2009-ben Oroszországba utazott, hogy személyesen gratuláljon Kalasnyikovnak 90. születésnapja alkalmából.

## Fordítás
- Ez a szócikk részben vagy egészben  a   Kurya, Kuryinsky District, Altai Krai című angol Wikipédia-szócikk ezen változatának fordításán alapul.  Az eredeti cikk szerkesztőit annak laptörténete sorolja fel. Ez a jelzés csupán a megfogalmazás eredetét és a szerzői jogokat jelzi, nem szolgál a cikkben szereplő információk forrásmegjelöléseként.